# Antônio Luís dos Passos
Antônio Luís dos Passos foi um sertanista de Minas Gerais. Descobriu o rio Pardo, onde adquiriu uma sesmaria, e ali fundou sua fazenda em 1698, que tornar-se-ia o núcleo do futuro município de Rio Pardo de Minas. Era filho de João Luís dos Passos e Benta Garcia e desposou Maria Pinto Guedes, filha de Manuel Pinto Guedes.